# Velvet Buzzsaw
Velvet Buzzsaw es una película de terror y comedia estadounidense de 2019, escrita y dirigida por Dan Gilroy y protagonizada por Jake Gyllenhaal, Rene Russo, Toni Collette, Zawe Ashton, Tom Sturridge, Natalia Dyer, Daveed Diggs, Billy Magnussen y John Malkovich.
Se estrenó en el Festival de Cine de Sundance, el 27 de enero de 2019. Fue estrenada mundialmente el 1 de febrero de 2019 a través de Netflix.

## Argumento
En Miami Beach, el crítico de arte Morf Vandewalt asiste a una exposición de arte junto a su amiga Josephina, que trabaja para Rhodora Haze, propietaria de la Galería Haze y anteriormente miembro de la banda de rock Velvet Buzzsaw.
Insatisfecho en su vida amorosa con su novio, Ed, Morf comienza una relación sexual con Josephina. Al regresar a Los Ángeles, Josephina encuentra a un hombre muerto llamado Vetril Dease en el edificio de su apartamento, y entra a su casa para descubrir una gran cantidad de pinturas, algunas de las cuales están parcialmente destruidas.
Josephina roba las pinturas para mostrárselas a Morf y Rhodora, que quedan fascinados con la obra de Dease. Rhodora decide exhibir varias piezas en su galería, lo cual es un éxito instantáneo. Las obras de arte encantan a Gretchen, la amiga conservadora de arte de Morf, y a Piers, un antiguo artista de la Haze Gallery. Rhodora conserva la mayoría de las pinturas, y Morf y Josephina conservan una pequeña porción cada una.
Para garantizar la rareza de las pinturas, Rhodora ordena al trabajador de la galería Bryson que transporte la mitad de ellas al almacenamiento. Bryson abre una caja y decide quedarse con una de las pinturas. En el camino, la pintura se incendia con la ceniza de su cigarrillo y lo quema, causando que se estrelle contra una estación de servicio. Mientras se dirige al interior para limpiar las quemaduras, Bryson es atacado por una pintura de monos arreglando un automóvil y desaparece.
Al investigar a Dease, Morf descubre que sufrió una infancia problemática y abusiva que culminó con el asesinato de su padre y una creciente enfermedad mental que impregna sus obras. 
Jon Dondon, propietario de una galería de arte rival, contrata a un investigador para descubrir la misma historia. Al intentar revelar la historia de Dease a la prensa, es asesinado: una mano misteriosa lo cuelga de su bufanda. Coco, el ex asistente de Rhodora que acaba de comenzar a trabajar para Jon, descubre su cuerpo. Morf ve que una mano en una pintura de Dease se mueve repentinamente, lo que lo inquieta.
Morf descubre que Dease usó sangre en sus pinturas. Gretchen negocia la exhibición de algunas de las colecciones de Dease en la galería de la ciudad. A cambio, la galería de la ciudad mostrará una pieza interactiva llamada Esfera, propiedad del cliente principal de Gretchen.
La relación de Morf y Josephina disminuye debido al sabotaje de Gretchen. Después de una reunión con los galeristas, Gretchen mete su brazo en uno de los agujeros en Esfera (una característica principal de la pieza que los invitados harían ellos mismos). La pieza funciona mal, le corta el brazo y muere por pérdida de sangre. Su cuerpo permanece intacto, confundido con parte de la obra de arte hasta que Coco lo descubre y llama a la policía. A pesar de su muerte, hay un aumento en el interés y la demanda de la exhibición de Dease. Morf y Josephina se separan cuando descubre que ella está saliendo con Damrish, un artista en ascenso.
Las alucinaciones de Morf empeoran e insta a Rhodora a que deje de vender las obras de arte de Dease. Ella lo ignora y, sabiendo que él escribirá un artículo negativo sobre las obras de arte, trata de venderlas tan rápido como puede y le dice a Josephina que haga lo mismo.
Morf contrata a Coco para deshacerse de las obras de arte, y ella le dice que Ed le muestra las reseñas de Rhodora Morf antes de que las publique para saber qué obras comprar. Después de romper con Damrish, Josephina es transportada a una galería sobrenatural, donde las pinturas se derriten a su alrededor y cubren su piel. Mientras Morf guarda las obras de arte de Dease en su unidad de almacenamiento, se enfrenta a Hoboman , una pieza de arte robótica que criticó anteriormente. Después de una breve persecución, Hoboman rompe el cuello de Morf. Mientras tanto, Rhodora es casi aplastada por una gran escultura en su jardín.
A la mañana siguiente, Coco encuentra el cuerpo de Morf, mientras que el de Josephina se ha convertido en parte del muro de grafitis. Rhodora, eventualmente creyendo que las muertes están relacionadas con Dease, elimina todas las obras de arte en su casa. Mientras se sienta afuera, su pose imita inadvertidamente la pintura de Dease que solía colgar en su habitación. El tatuaje de la sierra en su cuello comienza a girar y corta su carne.
En el camino al aeropuerto, Coco ve a un hombre sin hogar vendiendo las pinturas de Dease a los transeúntes. Mientras tanto, Piers, que se mudó a una casa junto a la playa, dibuja líneas curvas en la playa mientras las olas los bañan.

## Reparto
- Jake Gyllenhaal como Morf Vandewalt.[2]
- Rene Russo como Rhodora Haze.
- Toni Collette como Gretchen.
- Zawe Ashton como Josephina.
- Tom Sturridge como Jon Dondon.
- Natalia Dyer como Coco.
- Daveed Diggs como Damrish.
- Billy Magnussen como Bryson.
- John Malkovich como Piers.

## Producción
En junio de 2017, se anunció que Jake Gyllenhaal y Rene Russo habían sido elegidos para protagonizar una película aun sin título, con Dan Gilroy escribiendo y dirigiendo la misma, mientras que Jennifer Fox serviría como productora y Netflix produciría y distribuiría la película.
En enero de 2018, se anunció que el título de la cinta sería «Velvet Buzzsaw». En marzo de 2018, Zawe Ashton, Natalia Dyer, Tom Sturridge, Daveed Diggs, Toni Collette, John Malkovich y Billy Magnussen se unieron al elenco de la película.

### Rodaje
El rodaje comenzó el 5 de marzo de 2018 en Los Ángeles, California.

## Estreno
La película se estrenó en el Festival de Cine de Sundance el 27 de enero de 2019. Su estreno mundial fue el 1 de febrero de 2019 a través de la plataforma de streaming Netflix.

## Recepción
Velvet Buzzsaw recibió reseñas generalmentes positivas de parte de la crítica y mixtas de la audiencia. En el sitio web especializado Rotten Tomatoes, la película posee una aprobación de 61%, basada en 196 reseñas, con una calificación de 6.1/10, y con  un consenso crítico que dice: "Si solo ves una sátira del mundo del arte con tonos de terror este año -- o la mayoría de los demás -- probablemente debe ser Velvet Buzzsaw." De parte de la audiencia tiene una aprobación de 36%, basada en 1506 votos, con una calificación de 2.8/5.
El sitio web Metacritic le dio a la película una puntuación de 61 de 100, basada en 29 reseñas, indicando "reseñas generalmente favorables". En el sitio IMDb los usuarios le asignaron una calificación de 5.7/10, sobre la base de 61 927 votos. En la página web FilmAffinity la cinta tiene una calificación de 4.8/10, basada en 5130 votos.